# Малхут Исраэль

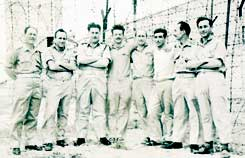
Члены группировки позируют с тюремным персоналом после освобождения из тюрьмы в 1955 году. Лидер группировки Яаков Херути — второй слева

«Израильское царство» (ивр. מלכות ישראל‎, Малхут Исраэль, или Црифинское подполье) — еврейская террористическая группировка, действовавшая в Израиле в 1950-х годах. «Израильское царство» — это название, которое использовали члены группировки, но в израильском обществе она более известна как «Црифинское подполье», по названию военной базы Црифин, где её члены предстали перед судом.
Группировка совершала нападения на дипломатические миссии Советского Союза и Чехословакии в знак протеста против антисемитской политики этих стран, такой как процесс над Сланским и дело врачей. Она также намеревалась устранить тогдашнего канцлера Западной Германии Конрада Аденауэра. Письмо со взрывчаткой, направленное в его резиденцию, было перехвачено службой безопасности.
Лидер группировки, Яаков Херути, вербовал бывших коллег из «Лехи», а также подростков из семей сионистов-ревизионистов, которых воспитывали в убеждении, что бойцы «Лехи» были героями. Отдельно другой член «Израильского царства», Яаков Блюменталь, «организовал ещё одну клику активистов в Иерусалиме, большинство из которых были ортдоксальными иудеями». В группировке никогда не было более двух десятков участников.

## Акции
9 февраля 1953 года группировка заложила более 70 фунтов взрывчатки в советское посольство. Последовавший взрыв серьёзно повредил здание посольства, была тяжело ранена завхоз. Ещё два сотрудника посольства получили лёгкие ранения, одна из них — жена советского посла. В ответ СССР разорвал дипломатические отношения с Израилем. Бомба была заложена Йосефом Менкесом, который позже планировал убийство Рудольфа Кастнера. Из-за изощрённости взрыва глава «Шабак» Иссер Харел был уверен, что виноваты бывшие члены «Лехи», но интенсивное расследование не смогло выявить виновных.
В апреле 1953 года член группировки напал на скрипача Яшу Хейфеца за исполнение музыки Рихарда Штрауса. Црифинское подполье также трижды атаковало посольство Чехословакии и направило две бомбы канцлеру Западной Германии Конраду Аденауэру в знак протеста против израильско-германского соглашения о репарациях.
История «Црифинского подполья» всплыла вновь в марте 1958 г., когда было совершено убийство Рудольфа Кастнера, руководителя сионистского венгерского Комитета помощи и спасения евреев в годы Второй мировой войны. Примерно после полуночи 4 марта 1957 года члены группировки прибыли в жилой комплекс в Тель-Авиве, где Кастнер жил со своей семьей, и выстрелили в него три раза. Кастнер скончался от полученных травм через 11 дней.

## Арест и суд
26 мая 1953 года два члена группы Блюменталя, действовавшие по собственной инициативе, были пойманы при установке взрывчатки в здании Министерства образования в Иерусалиме. Они хотели протестовать против роли Министерства в попытках правительства секуляризировать религиозных иммигрантов из Северной Африки. При себе у них были подробные списки членов «Израильского царства», что позволило властям быстро обезвредить группировку.
Шестнадцать членов группы предстали перед военным судом во главе с Беньямином Халеви. Ответчики были представлены Шмуэлем Тамиром; суд назначил его «главным политическим адвокатом Израиля». Прокурором был Хаим Коэн. Хотя правительство не смогло доказать причастность группировки к нападению на советское посольство, Халеви, тем не менее, счел группу «серьёзной угрозой государственной безопасности». Херути был приговорён к десяти годам тюремного заключения, другой лидер, Шимон Бахар, был приговорён к двенадцати годам, а нескольким другим были вынесены приговоры сроком от одного до семи лет. Однако два года спустя они были амнистированы, и премьер-министр Давид Бен-Гурион смягчил их приговоры.